# 冷越豪
冷越 豪（れいえつ ごう）は、漫画『3年奇面組』、『ハイスクール!奇面組』に登場する架空の人物。アニメでの声優は玄田哲章。

## 概要

### プロフィール
昭和39年生まれ。血液型はO型。身長50～172cm、体重60kg。奇面組のメンバーで、立ち位置は左から2番目。

### 人物
初登場は『3年奇面組』「HOW MANY へんな顔!?の巻」。通称「まなこの豪」。奇面組のナンバー2。一人称は「俺」。角刈りのような頭と太い眉毛が特徴的。全身が毛深く、油っ気の強い足の裏毛を用いて水上を歩くことが出来る。中学校を3回落第しているため、高1時は19歳。プロレスファンで、「クラッシャー豪」を自称し、プロレスの真似事をする。口が悪く、愛想、親切心が欠けている。嘘をつくのも苦手。短気ですぐ暴力を振るうが、異性には基本的に手を出さない。暴力を振るうだけあって、体力や腕力は同級生より強く、喧嘩も番組メンバーにダメージを与えられる程強い部分もあるが、その反面、性格に臆病でセコい面もあるため、自分より強い相手に正面から刃向かうことは避ける。勝つためにはどんな卑怯な手でも使うので、作中後期に見られた柔道などの勝負事には勝つことが多い。家が酒屋ということもあって、未成年であるのにもかかわらず酒好きで、中学校の修学旅行、高校の臨海学校でも一升瓶を持ち込んでいる。しかし行事はともかく、校内にまで持ち込んで飲酒したことは無いと主張するなど、自分的なけじめとしての一線は守っているようである。本人曰く、「得意な教科は英語（アニメでは体育）」だが、プロレス用語の英語（例：バックドロップ）しか分からない。一方で叔父夫婦のところで居候しているため、自室では物音一つ立てないように気を遣って生活しており、酒の配達なども行っている。
奇面組のニューリーダー選抜の際には、強い奇面組を目指す理由にメンバーにランニングを課し、挨拶の際には相手にプロレス技をかけたため、クラスメートから逃げられ、零からは「友達をなくしそう」と言う理由で取り止めになった。
卒業後は「叔父さんの養子になって、店を継ぐ」と卒業後の進路について語っており、最終回では千絵と結婚あるいは同棲し、店を手伝っている。
名前の由来は「レッツゴー」、読切では名前だけが決定していた。モデルは荒井注。新沢は最初、彼をデザインした時、「こいつは絶対危険人物だ！」と思ったという。
キャラクター人気投票では、1回目は男性キャラクター5位、2回目は総合で11位。

### 他の人物との絡み
零や潔とは同い年であり、中学の同窓会はかけもちで参加している。零に対するツッコミ役もこなす。ツッコミが激しすぎて、零をまるでリーダー扱いしていないこともあるが、奇面組に無実の容疑がかけられた時には懸命に反論。また潔が片想いした際には、不用意な発言で激昂した彼に殴られたことがあるが、殴り返すことをしないなど、仲間思いである。一応、実力や体力面は零より上にも拘らず豪がリーダーではなく、2トップなのは豪より零の方がわずかに誕生日が早い（最年長）ことと、変態度で上回るためとも語られている。
昔は物星大とは仲が悪く、お互いに気持ち悪がっていたという。
似たタイプの千絵とは、互いに意地っ張りなところが裏目に出て、いつも口喧嘩になってしまう。しかし、河川唯とは対照的に異性から女の子として扱われない千絵を、豪だけは女の子として意識していた。
千絵が足を痛めた際は潔の策略で豪と千絵の二人きりにされてしまい、指も突き指したため食事を彼女に食べさせている時にみんながやってきて赤面するという展開だったが、アニメではそこからさらに続きが描かれ、事故とは言え皆の前で千絵とキスをしてしまう。直後に千絵から悲鳴とビンタをもらい、豪は「二度と見舞いになんか来るか」と怒って逃げ帰ってしまった（しかし千絵は「ファーストキス」そのものについては文句はなかったらしく、豪たちが帰ったその後に人知れず笑みを浮かべていた）。
他にも、アニメでは御女組の天野邪子に彼氏のフリをしてほしいと頼まれた際に、それを了承をしようにも千絵のことを気にしていた豪だったが、邪子から「千絵からの許可は貰っている」と聞くと、ショックのあまりにやけ酒に溺れる姿を見せた。
恩師である伊狩増代からは鉄拳制裁という名のツッコミを受ける。理由は彼女に対して「男は早く捕まえられない」「嫁に行く準備はしている」など異性にモテないことをほのめかすため。彼女に対しては豪もたまに敬語を使うことがある。

## 家族
初期は豪が酒屋の息子としか言及が無かったが、中盤から両親は離婚蒸発していたことが判明した。
冷越風太郎（れいえつ ぷうたろう）
豪の父親。豪からは「親父」と呼ばれる。息子を弟夫婦に預けて（大晦日に豪を弟夫婦に預ける形で夜逃げしたとされる）失踪していたが、豪が高校3年の大晦日に突然現れた。ギャンブル狂で、つねに何かを賭け事にしてしまう。本人曰く、ギャンブルで生計を立てていたが一文無しである。また妻との離婚理由は「俺の足が速いから（妻の口癖が『もうあなたにはついていけない』と言うセリフをそのままの意味で勝手に解釈した）」と述べている。単発のゲストキャラの立ち位置だが終盤の人気投票では第17位にランクインしていた。この時名前が決まっていなかったため、結果表に「父ちゃん（豪）」と表記されていた。
『帰って来た〜』によると豪が小学生の段階で離婚したことが明かされ、弟に度々金を借りに来ていた様子。
冷越豪悟（れいえつ ごうご）
「酒の冷越」の店主で、豪の叔父。豪を引き取り、実の子のように育てている。
本編ではその存在が語られるのみであったが、「帰って来た〜」で初登場。眼鏡をかけているだけで、顔の作りは豪、風太郎と同じ。二人よりは、温厚な性格だが、兄にはかなり手を焼いていたのか、ガラス戸に投げるといった行動を見せている。
冷越虎江（れいえつ とらえ）
豪悟の妻で、豪にとっては叔母にあたる。夫同様、「帰って来た〜」で初登場。風太郎登場の回、豪のセリフのコマには「伯母さん」と書かれている。
母親は作中一切登場せず、豪自身も家族について触れる事を避けているが、『3年』のバスケットクラスマッチで自身の髪形を「母親は可愛いと言っていた」と色男組の親衛隊の前で語っていたり、最後の高校受験でテレビ取材を受ける際には、カメラの前で母親に自身の存在をアピールするように呼びかけるなど僅かながら母親を思う場面が見られる。

## 番外編での豪
「刑事編」では島津署特犯課の刑事として登場。通称「オッサン」。ヤクザのような風貌で、荒っぽい捜査に定評がある。事件が起きた可塁沢の別荘から酒を盗んだり、一堂刑事を犯人扱いしていた。
「ウルトラ編」では宇宙科学防衛警備一応秘密武装怪奇とにかく怪獣やっつけ隊（通称「やっつけ隊」）の隊員として登場。鮫型の銃「シャークショット」による射撃の名手と設定されている。
『からだのひみつ』掲載の学習漫画『モテる・モテないのひみつ』では、千絵と共にカップルとして登場。

### 怪傑豪くんマン
『ハイスクール!』単行本版に掲載されたスピンオフ作品。好評だったため、『ハイスクール!』終了後も何度か読切作品にもなり、連載終了時は作中で唯の空想とされていた奇面組が存在していることも明らかとなった。読切版のみ8頭身で描かれている。
正義のヒーローの如き題名ではあるが、やっている事は普段の豪と殆ど変わらない為、周囲の人間からは迷惑がられている。実際豪が勝手に名乗っているだけでもあるが、作中ではこの時だけは豪くんマンと呼称されている。
豪くんマンは『ハイスクール!』終盤の人気投票にて8位にランクインしている。